# Saber Hardani
Saber Hardani (tiếng Ba Tư: صابر حردانی); là một tiền vệ bóng đá người Iran hiện tại thi đấu cho câu lạc bộ Iran Foolad ở Persian Gulf Pro League.

## Sự nghiệp câu lạc bộ
Hardani bắt đầu sự nghiệp với đội trẻ của Foolad, Foolad Khuzestan B F.C.. Mùa đông năm 2016 anh gia nhập đội một dưới quyềnBản mẫu:Meaning? Naeim Saadavi và ký bản hợp đồng 3,5 năm giúp anh ở lại câu lạc bộ đế năm 2018. Hardani có màn ra mắt ngày 5 tháng 8 năm 2016 trước Zob Ahan CSC, thay cho Ayoub Vali.